# Egyesült Arab Köztársaság
Az Egyesült Arab Köztársaság, röviden EAK (arabul الجمهورية العربية المتحدة – al-Ǧumhūriyya al-ʿArabiyya al-Muttaḥida) Egyiptom és Szíria uniója, föderációja volt, amely a pánarab nacionalizmus eszméinek megvalósulásaként jött létre 1958-ban, majd 1961-ben Szíria kilépésével bomlott fel. Egyiptom egészen 1971-ig az EAK megnevezést viselte. Az EAK 1958–1961 között része volt az Egyesült Arab Államok nevű, Jemennel létesített szimbolikus konföderációnak is. 

## Megalakulása
Egyiptomban 1954-ben szerezte meg az elnöki hatalmat Gamal Abden-Nasszer, aki regionális befolyását féltve nem volt hajlandó csatlakozni az Amerika-barát államokat összefogó Bagdadi Paktumhoz, helyette az iraki erősödést szintén ellenző Szaúd-Arábiával és Szíriával alakított ki katonai szövetséget, amihez a következő évben Jordánia és Jemen is csatlakozott.
Az egyiptomi elnök az 1956-os szuezi válság kapcsán rendkívül nagy tekintélyre és népszerűségre tett szert az antikolonialista mozgalmak és az Izrael ellen harcoló arab államok körében. Ennek köszönhetően kedvező feltételek adódtak az általa képviselt arab egységeszme megvalósulásához. Szíriában 1956-ban egy iraki hátterű szervezkedés nyomán a Baasz Párt és a kommunisták által alkotott Nemzeti Front jutott kormányra, ami ellenében a szovjet térnyeréstől tartó Amerika támogatásával jobboldali konspiráció kezdődött, ám ezt 1957 nyarán felszámolták. A felvonuló amerikai hadihajók ellenében a szovjet és egyiptomi flotta érkezett Latakiába, és a damaszkuszi kormányzat ősszel gazdasági szerződést kötött Moszkvával. 
A Baasz Párt (részint a kommunistáktól tartva, részint külpolitikai biztonságot keresve) már az év elejétől propagálta az – 1950-es szír alkotmányban egyébként már távlati célként lefektetett – egységtörekvéseket, és Sukri el-Kuvvatli elnök 1958 januárjában megkezdte az erre irányuló tárgyalásokat. Noha az egyiptomi vezető a szoros együttműködést támogatva eleinte idegenkedett az egységállam gondolatától, végül a benne rejlő gazdasági és hatalmi lehetőségek megváltoztatták a véleményét. Az unióról döntő kairói találkozóra február 1-jén került sor, és február 5-én a két állam törvényhozásában hivatalosan is bejelentették az uniót. A február 21-én tartott népszavazáson résztvevők 99%-as támogatta az egységet, amelynek elnökévé Nasszert választották, aki másnap elfoglalta hivatalát.

## Története

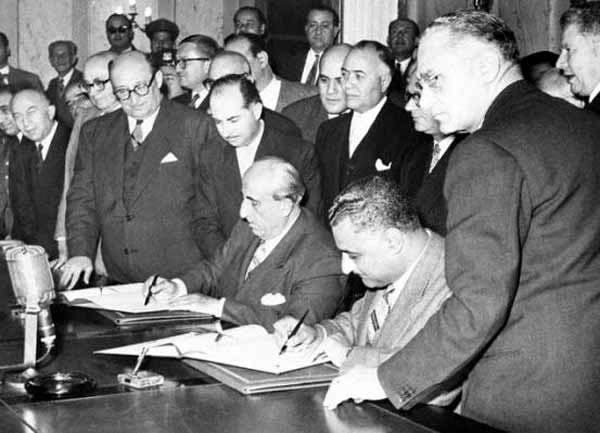
Kuvatli és Nasszer aláírja az uniót kimondó paktumot

Az EAK megalakulásának következtében nagy mozgás kezdődött a Közel-Keleten: az Irak és Jordánia által válaszul megalakított Arab Föderáció még a nyáron megszűnt, amikor a szintén nacionalista Abd al-Karím Kászim megdöntötte az iraki monarchiát. Jordániába brit csapatok vonultak be, hogy megakadályozzák a hasonló fordulatot, Libanonban pedig az amerikaiak szálltak partra. Az év végén az elmaradott Jemeni Királyság ura, az országában működő nasszerista mozgalmat leszerelni kívánó Ahmad ibn Jahja imám is jelezte csatlakozási szándékát, ami az Egyesült Arab Államok létrejöttével valósult meg. Jement nem érintették az EAK-ban végrehajtott változások. 
Ahogy azt a baaszisták remélték, 1958 márciusában Szíriában is feloszlatták a pártokat, ők maguk pedig beléptek az állampártként működő Arab Nacionalista Unióba. Az államszervezetet egyiptomi mintára alakították át. Az egységet bíráló – és az EAK-hoz csatlakozni nem akaró iraki vezetést támogató – kommunistákat Nasszer decemberi beszédében elítélte és a cionisták szövetségeseinek nyilvánította, majd 1959 januárjában megkezdte üldözésüket. Az eset egy időre megterhelte a szovjetekkel fennálló viszonyt, de végleges szakításra nem került sor, és az 1960-as megbeszélés Hruscsovval rendezte a helyzetet.
Miközben Abden-Nasszer a nemzetközi porondon az el nem kötelezett mozgalom megalapításán fáradozott, hogy kellő távolságot tudjon tartani a hidegháborúban álló szuperhatalmaktól, Szíria lakói egyre elégedetlenebbek lettek az unióval, miután minden tekintetben alárendelődtek a nagyobb és népesebb Egyiptomnak: a hadsereg, a diplomácia és az adminisztráció vezetésében az egyiptomi elem került túlsúlyba. A helyzetet bíráló politikusokat üldözték (maga Kuvatli is Libanonba kényszerült menekülni). Tiltakozásul már 1960-ban lemondtak a baaszista miniszterek, akik korábban az egység legharciasabb támogatói voltak. Már az 1958 szeptemberében végrehajtott földreformot is nehezményezték a befolyásos szíriai földbirtokosok, de legkomolyabban az 1961 nyarán kiadott ún. szocialista rendeleteket sérelmezték, mivel azok értelmében államosítani kellett a különféle bankokat és vállalatokat.
Végül nem sokkal az el nem kötelezett mozgalom belgrádi megalakulását követően, 1961. szeptember 28-án Abd al-Karím Nahlávi vezetésével katonatisztek vették át a hatalmat Damaszkuszban, és komolyabb ellenállás nélkül bejelentették elválásukat, melynek okául az egyiptomi elnök diktatúráját jelölték meg. Mivel Nasszer nem tehetett semmit ez ellen, kénytelen volt tudomásul venni az akciót, de az EAK elnevezést és az unió szimbólumait megtartotta Egyiptom számára. Nem sokkal ezt követően az Egyesült Arab Államok is megszűnt, miután decemberben az egyiptomi vezetés javasolta a jelképes szövetség felszámolását.

## Lásd még
- Arab Köztársaságok Szövetsége